# 蒙布瓦縣

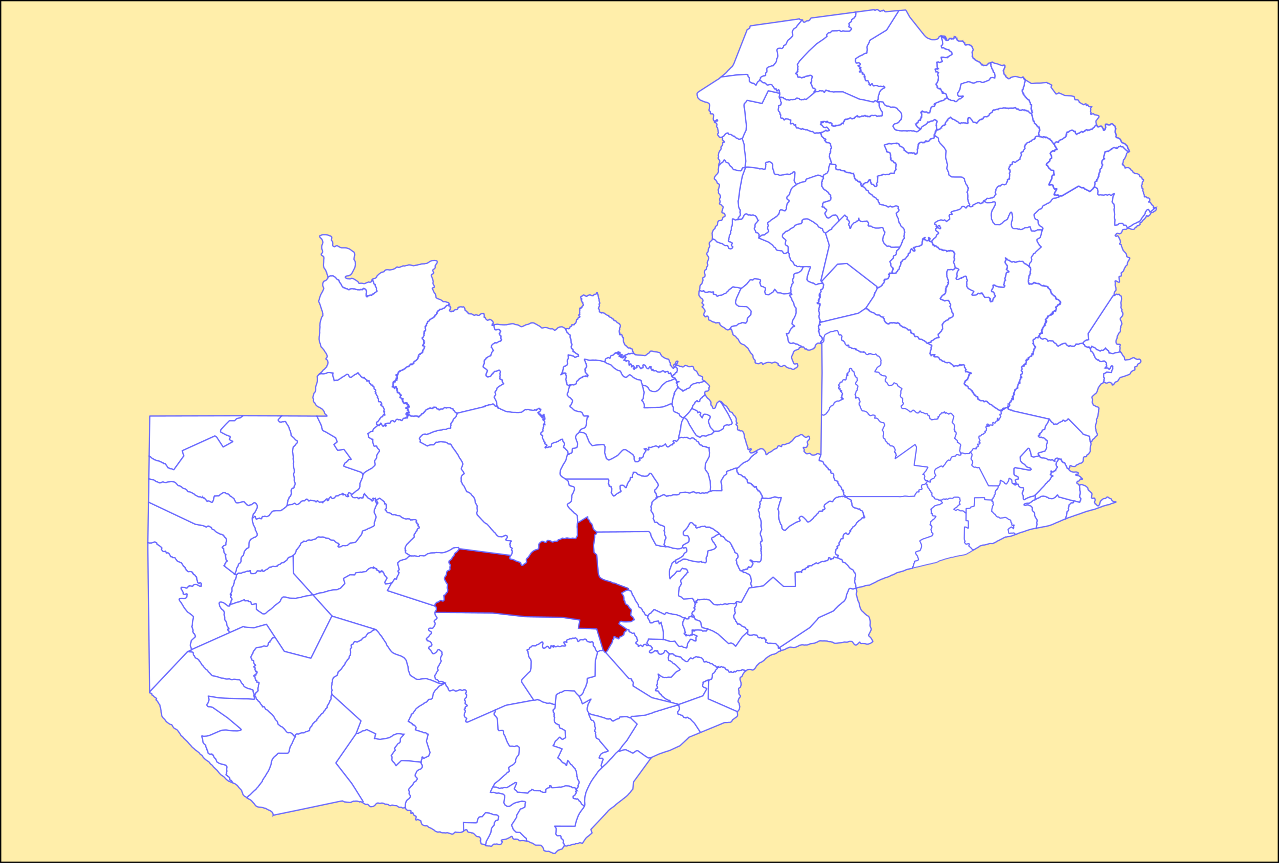

15°00′S 26°30′E / 15.000°S 26.500°E
蒙布瓦縣（英語：Mumbwa District），是贊比亞的縣份，位於該國中部，由中央省負責管轄，首府設於蒙布瓦，面積21,103平方公里，2015年人口273,869，人口密度每平方公里13人。